# Roman Bunka
 Roman Bunka  (né le 2 décembre 1951 à Francfort-sur-le-Main (Hesse) et mort le 12 juin 2022) est un guitariste, un compositeur et un joueur allemand d'oud.

## Discographie
- 1973 We keep on avec Charlie Mariano
- 1976 Dr. Aftershave... avec Missus Beastly
- 1977 Apocalypso avec Trilok Gurtu
- 1979/80 Reise avec Embryo
- 1980   Aera Live  avec Aera
- 1980 Dein Kopf ist ein schlafendes Auto
- 1990 Live at the Pyramids avec Dissidenten
- 1992 Germanistan avec Dissidenten
- 1992 From Spain to Spain avec Vox
- 1993 The Jungle Book avec Dissidenten
- 1993 Malik at Taqsim avec Abdo Dagir
- 1995 Color me Cairo avec  Malachi Favors
- 2010 Abadan avec Hammond Schneider
- 2010 Embryo 40 avec Embryo

## Musique de film
- Halfmoon de Paul Bowles
- Bin ich schön? (Suis-je belle ?) de Doris Dörrie
- Vagabonds Band / Vagabundenkarawane de Werner Penzel
- Al Oud de Fritz Baumann

## Récompenses
- 1993 BBC Prix Futura pour Tunguska Guska